# Kenyon Medal for Classical Studies
Kenyon Medal for Classical Studies är en utmärkelse från British Academy, som tilldelas framstående antikvetare. Det är uppkallat efter den tidigare akademipresidenten Frederic Kenyon (1863–1952), som instiftade priset i sitt testamente.

## Mottagare
- 1957 – John D. Beazley
- 1959 – Michael Ventris (postumt)
- 1961 – Edgar Lobel
- 1963 – Carl Blegen
- 1965 – Eduard Fraenkel
- 1967 – Maurice Bowra
- 1969 – Denys Lionel Page
- 1971 – Eric Robertson Dodds
- 1973 – Andrew Sydenham Farrar Gow
- 1975 – Ronald Syme
- 1977 – Rudolf Pfeiffer
- 1979 – Bernard Ashmole
- 1981 – Arnaldo Momigliano
- 1983 – Arthur D. Trendall
- 1985 – D. R. Shackleton Bailey
- 1987 – Martin Robertson
- 1989 – Frank W. Walbank
- 1991 – Homer A. Thompson
- 1993 – Kenneth Dover
- 1995 – John Boardman
- 1997 – Robin G. M. Nisbet
- 1999 – Brian B. Shefton
- 2002 – Martin Litchfield West
- 2003 – John Nicolas Coldstream
- 2005 – Fergus Millar
- 2007 – Geoffrey Lloyd
- 2009 – James Noel Adams
- 2011 – David Peacock
- 2013 – Alan Cameron
- 2015 – Nigel Guy Wilson
- 2017 – Joyce Reynolds
- 2019 - Peter Parsons